# Copris riekoae
Copris riekoae är en skalbaggsart som beskrevs av Teruo Ochi och Masahiro Kon 2003. Copris riekoae ingår i släktet Copris och familjen bladhorningar. Inga underarter finns listade i Catalogue of Life.